# Iván Cervantes

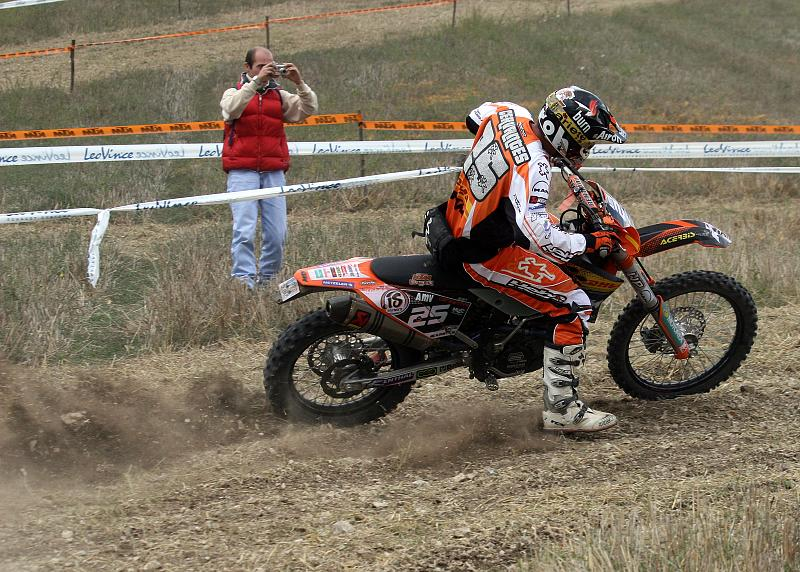
Iván Cervantes während des Weltmeisterschaftslaufes in Italien 2009

Iván Cervantes Montero (* 2. Mai 1982 in Cambrils) ist ein mehrfacher spanischer Enduroweltmeister.

## Werdegang
Iván Cervantes begann seine motorsportliche Karriere im Motocross. Im Alter von 13 Jahren wurde er in der Klasse bis 80 cm³ spanischer Meister. 1996 wurde er in dieser Klasse Dritter. 1998 wurde er Vize-Meister in der Klasse bis 250 cm³ und gewann die Trofeo Nacional. 1999 errang er dann schließlich den spanischen Juniorentitel. Im folgenden Jahr wurde er Sechster der Meisterschaft in der Klasse bis 125 cm³ und 2001 Fünfzehnter in der offenen Klasse.
Im folgenden Jahr wechselte er zum Endurosport und wurde spanischer Meister in der Klasse über 500 cm³. 2003 wechselte er zum Werksteam von KTM. In diesem Jahr verteidigte er den Vorjahrestitel und wurde außerdem Gesamtsieger der Meisterschaft. In der Weltmeisterschaft wurde er Zweiter hinter Juha Salminen. 2004 wurde er Dritter in der Weltmeisterschaft in der Klasse E3 (über 250 cm³ Zweitakt / 500 cm³ Viertakt), außerdem gewann er die spanische Meisterschaft in der Klasse 250 cm³ sowie den Gesamttitel. Diese nationalen Titel konnte er auch im Folgejahr verteidigen. 2005 wurde er außerdem, als erster Spanier, Enduro-Weltmeister. Diesen Sieg in der Klasse E1 (bis 125 cm³ Zweitakt / 250 cm³ Viertakt) konnte er 2006 wiederholen. Im folgenden Jahr wechselte er in die Klasse E3 (über 250 cm³ Zweitakt / 500 cm³ Viertakt) und schloss die Saison als Weltmeister ab. 2008 fuhr er in der Klasse E1 und belegte den zweiten Endrang. Für die Saison 2009 wechselte Cervantes wieder in die Klasse E3 und wurde Weltmeister.